# 세포벽

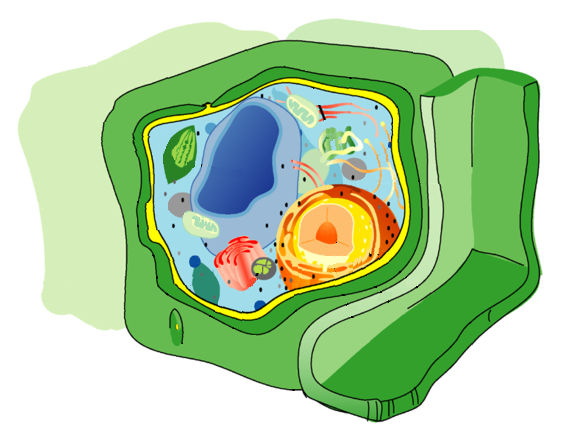
식물 세포를 나타낸 그림. 세포 벽은 녹색이다.

세포벽(細胞壁, 영어: cell wall)은 세균, 식물, 곰팡이, 고균 세포의 가장 바깥층을 에워싸고 있는 약간 두꺼운 막으로, 변형균을 제외한 대부분의 식물 세포에 존재한다. 동물 세포에는 원색 동물의 일부 가운데 가장 바깥 부분이 다당류 층으로 에워싸인 세포가 있는데, 식물 세포의 세포막과는 완전히 다르다. 다세포 식물에는 두 세포 사이에 중엽이라 불리는 세포간 층이 있어 이 양쪽에 각기 얇은 일차벽과 두꺼운 이차벽이 있다. 후자는 또한 외층(S1), 중층(S2), 내층(S3)의 셋으로 나눌 수 있는데, S1·S3는 얇고 S2는 두껍다. 그리고 거기다 3차벽을 가진 세포도 있다. 중엽은 펙틴이 주성분으로, 두 개의 세포를 접착시키는 역할을  한다. 이것은 골지체에서 만들어진다고 한다. 다시 말해서 어떤 가득 찬 많은 골지 소포가 분열한 두 개의 핵 사이에 들어가 그것이 융합한 것이 중엽이다. 그러나 곳곳에 융합하지 않은 작은 구멍이 남아 있는 경우도 있는데 이 작은 구멍이 세포 사이를 연락하는 원형질 연락이 된다.
일차벽은 중엽 형성 후 갑자기 만들어지는 벽으로, 처음에는 펙틴과 셀룰로스로 구성된다. 그 후 목화(木化)하여 셀룰로스 외에 많은 리그닌 및 헤미셀룰로스를 함유하게 된다. 일차벽은 마이크로피브릴(천연 섬유의 구조 단위로, 폭이 약 20nm)이 불규칙하게 나란히 겹쳐진, 이른바 그물눈 모양의 구조이다. 이차벽은 세포벽 전체 셀룰로스의 90% 이상이 함유되어 있다. 리그닌은 이와는 반대로 중엽과 일차벽에 그 60 ~ 90%가 들어 있고, 이차벽에는 10 ~ 20% 정도 들어 있다.
이차벽은 세포벽의 주체를 이루기 때문에 그 마이크로피브릴은 철근 콘크리트의 철근에 해당하며, 그 배열이 세포벽의 물리적 성질을 결정한다. 일반적으로는 이차벽의 외층과 내층의 피브릴은 세포의 긴 축에 대해 거의 직각으로 배열되어 있다. 이른바 가로감기 구조이다. 중층의 마이크로피브릴은 세포의 긴 축에 대해 예각으로 배열되어 있다. 식물의 종류나 조직의 차이에 따라 마이크로피브릴의 배열이 일정하지 않은 예도 있다.
3차벽은 모든 세포에서 볼 수 있는 것이 아니라 도관 또는 가도관의 내벽에 있는 특수한 무늬이다. 부분적으로 두꺼우며 돌기 모양·고리 모양·나선형 등 여러 가지 무늬를 만들고 있다. 이 무늬는 식물의 종류에 따라 특징적인 것이 많다. 세포벽은 이와 같이 마이크로피브릴이 여러 방향으로 나란히 쌓인 층이므로 모든 분자가 자유로이 통과할 수 있을 정도의 틈이 나 있다. 즉, 세포벽은 전투성(全透性)이다. 그러나 중엽은 전투성이 아니기 때문에 세포벽과 중엽을 관통하여 인접 세포 사이에 유통이 잘 되도록 원형질 연락이 발달한다.

## 같이 보기
- 세포외기질
- 세균의 세포 구조
- 식물 세포

## 참고 자료
- 이 문서에는 다음커뮤니케이션(현 카카오)에서 GFDL 또는 CC-SA 라이선스로 배포한 글로벌 세계대백과사전의 내용을 기초로 작성된 글이 포함되어 있습니다.